# Valeri Shevlyuk
Valeri Nikoláyevich Shevlyuk (en ruso: Валерий Николаевич Шевлюк; Donetsk, 26 de septiembre de 1948-8 de julio de 2015) fue un futbolista ucraniano que jugaba en la demarcación de centrocampista.

## Biografía
Debutó como futbolista en 1968, con veinte años, en el FC Illichivets Mariupol. Jugó durante dos años en el club, hasta que en 1970 fichó por el FK Shajtar Donetsk. En su primera temporada con el club quedó en décima posición en la Primera División de la Unión Soviética. Sin embargo, en su segunda temporada en el club, descendió de categoría tras quedar en último lugar de la tabla, por lo que se fue traspasado al Arsenal Kiev. Tras un breve paso por el PFK Metalurg Zaporizhia, en 1974 volvió a Donetsk para jugar con el club que descendió, aunque siendo su segunda etapa en el equipo más fructífera, llegando a conseguir un segundo lugar en la temporada de 1975. En 1978 fichó por el FC Zarya Lugansk, donde colgó las botas en 1981.
Falleció el 8 de julio de 2015 a los 66 años de edad.

## Clubes
| Club                    | País    | Año         | Partidos | Goles |
| ----------------------- | ------- | ----------- | -------- | ----- |
| FC Illichivets Mariupol | Ucrania | 1968 - 1969 | 30       | 6     |
| FK Shajtar Donetsk      | Ucrania | 1970 - 1971 | 16       | 3     |
| Arsenal Kiev            | Ucrania | 1972 - 1973 |          | 20    |
| PFK Metalurg Zaporizhia | Ucrania | 1973        |          |       |
| FK Shajtar Donetsk      | Ucrania | 1974 - 1977 | 74       | 8     |
| FC Zarya Lugansk        | Ucrania | 1978 - 1981 | 84       | 6     |